# Ким, Дженни (1994)
Дже́нни Ки́м (кор. 김제니; род. 22 ноября 1994, Сеул) — южнокорейская фотомодель, участница конкурса красоты «Мисс Вселенная 2016» и победительница конкурса Мисс Супранешнл 2017 года.

## Биография
Дженни Ким родилась 22 ноября 1994 года в Сеуле. В возрасте одного года вместе с семьёй переехала в столицу Индонезии Джакарту, где проживала до 2013 года. Она получила среднее образование в Джакартской межкультурной школе и Международной мемориальной школе Ганди.
Получила высшее образование в Женском университете Ихва по двойной специальности: международное офисное администрирование, а также английский язык и литература.
Дженни принимала участие на международном конкурсе красоты «Мисс Вселенная 2016», где она хотя и не вошла в топ 13 финалисток, но получила специальную награду «Мисс Конгениальность», став первой представительницей Южной Кореи, которая получила эту награду.
1 декабря 2017 года Ким стала победительницей конкурса «Мисс Супранешнл 2017» и первой представительницей Южной Кореи, которая выиграла этот конкурс.